# Бэрд (лунный кратер)
Кратер Бэрд (лат. Byrd), не путать с кратером Бэрд на Марсе, — крупный ударный кратер находящийся в области северного полюса на видимой стороне Луны. Название присвоено в честь американского авиатора и полярного исследователя Ричарда Ивлина Бэрда (1888—1957), который в 1929 году первым в истории пролетел над Южным полюсом Земли, и утверждено Международным астрономическим союзом в 1964 г. Образование кратера относится к донектарскому периоду.

## Описание кратера
Ближайшими соседями кратера являются кратер Флори на северо-западе; кратер Пири на севере; кратеры Эрлангер и Фибигер на северо-востоке и кратер Джоя перекрывающий юго-западную часть кратера Бэрд. 
Селенографические координаты центра кратера 85°26′ с. ш. 10°04′ в. д. / 85,43° с. ш. 10,07° в. д., диаметр 97,5 км, глубина 1,38 км.
За время своего существования кратер подвергся сильному разрушению, в западной части вала открыт широкий проход, южная часть вала превратилась в невысокий хребет. Высота остатков вала над окружающей местностью 1440 м, объем кратера составляет приблизительно 8400 км³. 
Чаша кратера заполнена лавой, имеет плоское дно и испещрена множеством мелких кратеров. Центральный пик отсутствует.

## Сателлитные кратеры
| Бэрд | Координаты                                            | Диаметр, км |
| ---- | ----------------------------------------------------- | ----------- |
| C    | 84°21′ с. ш. 28°20′ в. д. / 84,35° с. ш. 28,34° в. д. | 34,3        |
| D    | 85°31′ с. ш. 33°25′ в. д. / 85,52° с. ш. 33,41° в. д. | 24,5        |